# Paloma Paso Jardiel
Paloma Paso Jardiel (Madrid, 1953) és una actriu espanyola.

## Biografia
Filla del dramaturg Alfonso Paso, neta d'Enrique Jardiel Poncela i mare del dramaturg i guionista Ramón Paso. La seva carrera intrepretativa s'ha centrat sobretot en teatre, encara que igualment ha realitzat incursions puntuals en cinema i televisió. El 2001 fou guardonada amb el Premi Unión de Actores a la millor interpretació de repartiment de teatre.

## Teatre
- La importancia de llamarse Ernesto (2018), d'Oscar Wilde
- Jardiel, un escritor de ida y vuelta (2017), versió d'Ernesto Caballero de l'obra d'Enrique Jardiel Poncela "Un marido de ida y vuelta".[4]
- Huevos con amor (2016), de Ramón Paso.
- Los habitantes de la casa deshabitada (2012), d'Enrique Jardiel Poncela.
- Ya van 30 (2007), de Jordi Silva.
- Tú y yo somos tres (2004), d'Enrique Jardiel Poncela.
- Galileo (2003), de Bertolt Brecht.
- Usted tiene ojos de mujer fatal (2003), d'Enrique Jardiel Poncela.
- Madrugada (2000), d'Antonio Buero Vallejo.
- El galán fantasma (2000), de Calderón de la Barca.
- Por delante y por detrás (1997), de Michael Frayn.
- Después de la lluvia (1996), de Sergi Belbel.
- Picospardo's (1995) de Javier García-Mauriño.
- Tres sombreros de copa, (1992), de Miguel Mihura.[5]
- Entre bobos anda el juego (1991), de Francisco de Rojas Zorrilla.
- Thriller imposible (1991), d'Ángel García Suárez.[6]
- Fedra (1990), de Miguel de Unamuno.
- Maribel y la extraña familia (1989), de Miguel Mihura.
- Antígona entre muros (1988), de Martín Elizondo.
- Samarkanda (1986), d'Antonio Gala.
- La tetera (1984), de Miguel Mihura.
- Edmond, de David Mamet.
- Noches de amor efímero, de Paloma Pedrero.
- El astrólogo fingido, de Calderón de la Barca.
- Precipitados, d'Ernesto Caballero.
- Bailando en verano, de Brian Friel.
- Picospardo's, de García Mauriño.
- La secretaria, de Natalia Ginzburg.
- Entre bobos anda el juego, de Francisco de Rojas.
- Eloísa está debajo de un almendro, de Jardiel Poncela.
- Los gavilanes
- La soga.

## Filmografia
- Camino (2008)
- No se preocupe (2008)
- Pecar y rezar es empatar (2007)
- Las voces de la noche (2003)
- No sé, no sé (1998)
- Las ratas (1998)
- Eso (1997)

## Televisió
- Estoy vivo (2017)
- Amar es para siempre, com a Sor Teresa (2015)
- Aída
  - Cabras los ojos (24 d'octubre de 2010)
- El síndrome de Ulises
  - Las apariencias no engañan (21 de gener de 2008)
- Estados alterados Maitena
  - Episodi 33 (1 de gener de 2008)
- ¿Se puede?
  - Episodi 2 (10 de juliol de 2004)
- Hospital Central
  - 59:59 (6 de juliol de 2004)
  - ¿Y ahora qué? (31 de març de 2009)
  - La sonrisa de Jonás (21 d'abril de 2009)
  - Aunque sea lo último que haga (15 de desembre de 2009)
- Aquí no hay quien viva
  - Érase un traspaso (16 de novembre de 2003)
- El comisario
  - La noche de todos los santos (26 de març de 2002)
  - Mira por dónde pisas (19 d'octubre de 2004)
- Manos a la obra
  - Que nadie se mueva (11 de maig de 2000)
- Raquel busca su sitio
  - La pequeña ladrona (1 de maigo de 2000)
- Celia (1993)